# CAB (groupe)
 (juin 2020).
Si vous disposez d'ouvrages ou d'articles de référence ou si vous connaissez des sites web de qualité traitant du thème abordé ici, merci de compléter l'article en donnant les références utiles à sa vérifiabilité et en les liant à la section « Notes et références ».
Pour les articles homonymes, voir CAB.
CAB est un groupe de jazz fusion, composé du guitariste Tony MacAlpine, du batteur Dennis Chambers et du bassiste Bunny Brunel. Ils sont parfois accompagnés de l'organiste Brian Auger et de la pianiste Patrice Rushen.
Autres membres : Virgil Donati, Dennis Chambers.

## Discographie
- CAB (2000)
- CAB 2 (2001)
- CAB 4 (2003)
- CAB Live (2006)
- Théâtre de Marionnettes (2008)

## Nomination
- meilleur album jazz des Grammy Awards[2]